# 7700 Rote Kapelle
7700 Rote Kapelle (1990 TE8) là một tiểu hành tinh vành đai chính được phát hiện ngày 13 tháng 10 năm 1990 bởi F. Borngen và L. D. Schmadel ở Tautenburg.